# David Rosenbloom
David Rosenbloom est un monteur américain travaillant pour le cinéma et la télévision.

## Filmographie
- 1987 : Pacte avec un tueur (Best Seller)
- 1993 : Class of'61 (TV)
- 1996 : Peur primale (Primal Fear)
- 1997 : Le Pacificateur (The Peacemaker)
- 1999 : Révélations (The Insider)
- 2000 : Fréquence interdite (Frequency)
- 2000 : Un monde meilleur (Pay It Forward)
- 2002 : Mission Évasion (Hart's War)
- 2003 : La Recrue (The Recruit)
- 2006 : La Rupture (The Break-Up)
- 2007 : La Faille (Fracture)
- 2008 : Intraçable (Untraceable)
- 2013 : Les Brasiers de la colère (Out of the Furnace) de Scott Cooper
- 2015 : Strictly Criminal (Black Mass) de Scott Cooper
- 2016 : Infiltrator (The Infiltrator)
- 2017 : Le Grand jeu (Molly's Game) d'Aaron Sorkin
- 2020 : The Way Back de Gavin O'Connor
- 2023 : Mayday (Plane) de Jean-François Richet